# Bol Bol
Bol Manute Bol, född 16 november 1999, är en amerikansk professionell basketspelare i laget Phoenix Suns.